# 田口芳五郎
田口芳五郎（日语：／ Taguchi Yoshigorō ?；1902年7月20日—1978年2月23日）是日本籍天主教樞機，曾任大阪總教區總主教。他的受洗名為「保祿」。

## 生平简历
他於1902年7月20日出生于长崎县西彼杵郡外海町（现长崎市，与里脇淺次郎枢机同出身于出津教会），1928年12月22日晋铎。1937年7月，他成为天主教报纸《伙伴》出版社第一任社长。他於同年11月15日参与调查正定天主堂惨案，11月22日参加文致和等受害者的追悼仪式。他於1941年12月14日接替若翰·卡斯塔涅爾就任大阪教区主教，同时为四国宗座監牧區宗座監牧。他於1945年5月至8月临时应招，进入海军。他於1956年任天主教教育委员会会长，1969年8月5日因大阪教区升为总教区而升为總主教。他於1973年5月5日被任命为枢机，1978年2月23日去世。
他是大阪圣若瑟传教女修会、百合学院、英知短期大学/英知大学（现圣多默大学）及小之花园幼儿园创始人。战前战后从海外邀请传教士，从事宣教、行善等社会事业。二战期间，天主教担任圣职者以及一般的信徒都面临“特务”、“卖国贼”的指责，甚至受到逮捕、监视等迫害，对此，他发表了拥护日本国内天主教会的讲话。但由于他是当时国家权威认可的主教，这招致当代基督教教士及其信徒严厉批判和责问。